# Trigonura indica
Trigonura indica är en stekelart som beskrevs av T.C. Narendran 1987. Trigonura indica ingår i släktet Trigonura och familjen bredlårsteklar.
Artens utbredningsområde är Singapore. Inga underarter finns listade i Catalogue of Life.